# 키스 데이비드
키스 데이비드(Keith David, 1956년 6월 4일 ~ )는 미국의 배우이다.

## 출연 작품
- 플래툰 - 킹 역
- 리딕: 헬리온 최후의 빛
- 미스터 & 미세스 스미스 - 아버지 역
- 핫 퍼슈트
- 아마겟돈
- 올 어바웃 스티브 - 코르빗 역
- 필드 오브 로스트 슈즈 - 판사 역
- 아메리칸 라이더
- 21 브릿지: 테러 셧다운 - 스펜서 역
- 마라가 큰 결정을 해야 해 - 프레스턴 역
- 호라이즌 라인 - 와이먼 역
- 7번째 날 - 루이스 신부 역
- 엔터갤럭틱 - 미스터 레이거 역
- 무파사: 라이온 킹 - 마세고 역 (목소리)